# Parc national de Grand Teton
Vous lisez un « article de qualité » labellisé en 2009.
Le parc national de Grand Teton, ou Grand Teton National Park en anglais, est un parc national américain situé au nord-ouest de l'État du Wyoming, aux États-Unis.
Couvrant une superficie de 1 254 km2, ce parc est célèbre pour ses paysages montagneux dominés par le Grand Teton, qui culmine à 4 197 mètres d'altitude. Ses roches, âgées de plus de deux milliards d'années, sont parmi les plus anciennes de la planète, mais le relief actuel, de formation récente, ne date que d'une dizaine de millions d'années. Les Canadiens français sont à l'origine du toponyme, établi alors qu'ils exploraient les environs pour le compte de la Compagnie du Nord-Ouest.
L'occupation humaine de la région remonte à plus de 10 000 ans, lorsque des Paléoaméricains l'arpentaient pour chasser et pratiquer la cueillette. Au fil des siècles, ces nomades améliorèrent leurs techniques et technologies jusqu'à l'arrivée des premiers explorateurs d'origine européenne. Les Indiens Shoshones furent ensuite remplacés par les colons, qui commencèrent à s'y installer vers la fin du XIXe siècle.
Le parc est créé le 26 février 1929 malgré de fortes réticences de la population locale. Il est étendu en 1950, en partie grâce à des terres offertes par le richissime homme d'affaires John Davison Rockefeller Junior. Depuis, le National Park Service est chargé de la protection de ses richesses naturelles et culturelles, qui attirent chaque année plus de deux millions de visiteurs. Avec le tout proche parc national de Yellowstone et d'autres zones protégées avoisinantes, il fait partie du Greater Yellowstone Ecosystem, immense territoire où les bisons, les grizzlis et de nombreuses autres espèces sauvages peuvent jouir de l'un des derniers grands écosystèmes intacts d'Amérique du Nord.

## Site et situation
Le parc est situé au nord-ouest de l'État du Wyoming dans une région montagneuse faisant partie des montagnes Rocheuses. Il s'achève à une dizaine de kilomètres au sud de l'immense parc national de Yellowstone. Entre les deux se trouve le parc John D. Rockefeller, Jr. Memorial Parkway, qui fut créé pour former un écosystème continu entre l'un et l'autre. Pour le reste, le parc de Grand Teton est délimité par la forêt nationale de Caribou-Targhee à l'ouest et par celle de Bridger-Teton à l'est. Il se situe à plus de 400 km au nord de la ville de Salt Lake City et à 150 km à l'est d'Idaho Falls. La petite ville de Jackson se trouve à son entrée méridionale.

### Relief
La topographie du parc est essentiellement caractérisée par le massif montagneux de Teton Range. Long d'environ 65 km pour une largeur variant de 10 à 15 km, celui-ci recouvre toute sa partie occidentale, la partie orientale comprenant quant à elle la vallée de Jackson Hole, où s'écoule la rivière Snake. Le sommet du parc, le Grand Teton, culmine à 4 197 m, soit plus de 2 000 m au-dessus du cours d'eau. Le mont Owen, qui atteint 3 940 m, est le deuxième en termes de hauteur, une dizaine de sommets dépassant les 3 600 m. La vallée de Jackson Hole, dont l'altitude moyenne dépasse les 2 000 m, s'étend sur 89 km dans une direction nord-sud avec une largeur moyenne de 21 km. L'est de cette vallée est délimité par le massif appelé Gros Ventre Range, qui culmine à 3 572 m, ainsi que par la forêt nationale de Bridger-Teton.
La majorité des lacs sont d'origine glaciaire et se sont formés il y a plusieurs milliers d'années. Le lac Jackson, le plus vaste du parc, a été étendu par la construction d'un barrage à l'emplacement d'un lac naturel plus petit. Chaque année, les montagnes reçoivent une couche de neige de près de 4,5 m, ce qui favorise la présence de glaciers, dont les principaux portent les noms de Schoolroom, Teton, Middle Teton et Skillet. L'épaisseur de la couche de glace atteint 1 000 m par endroits.

### Climat

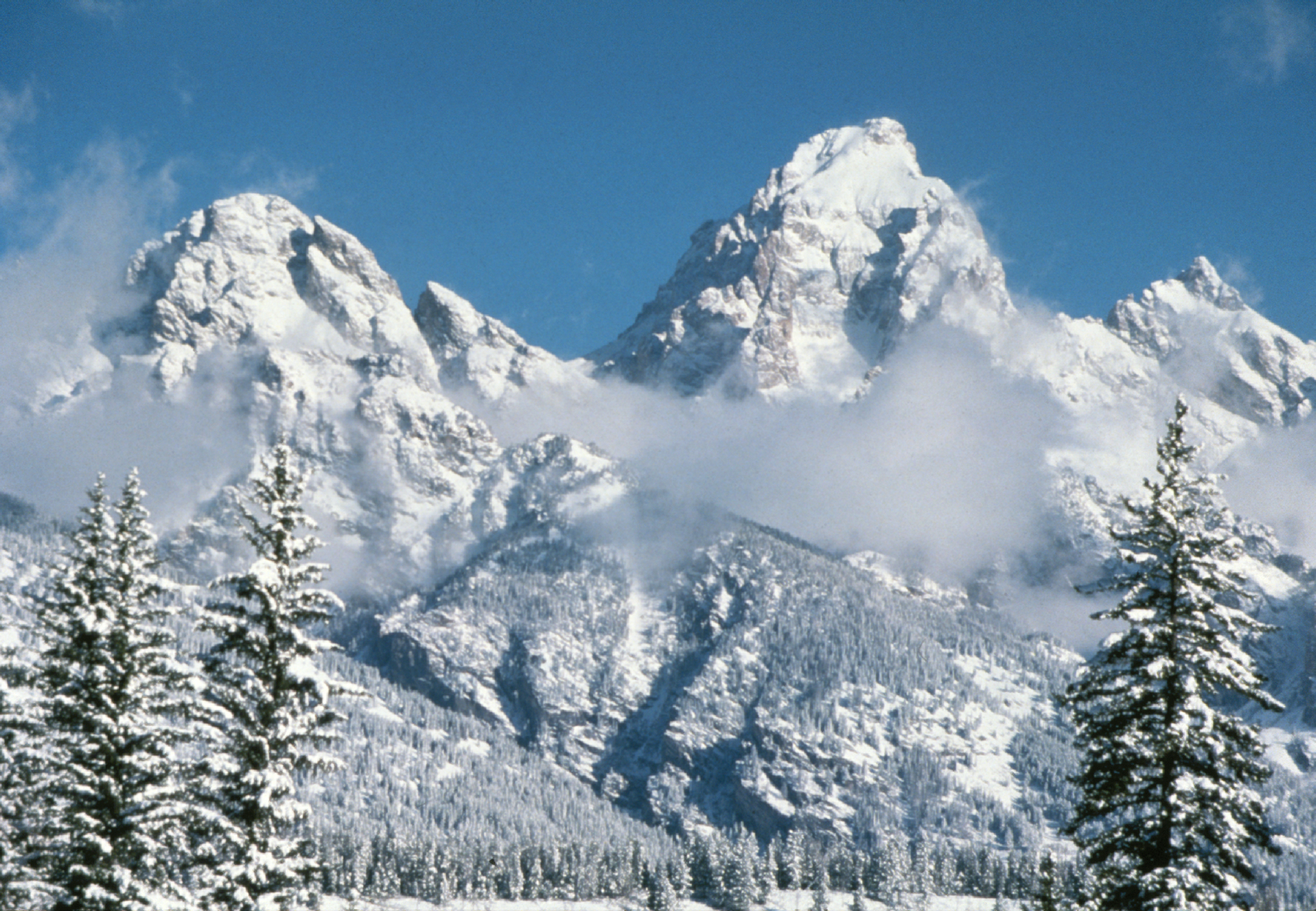
Hiver rigoureux des altitudes.

Avec des altitudes minimales proches de 2 000 m et des altitudes maximales dépassant les 4 000 m, le climat, dans la région du parc national, est de type montagnard, de type H selon la classification de Köppen,.
Les précipitations les plus faibles sont relevées durant les mois de l'été. Sur une année, il tombe en moyenne entre 600 et 700 mm d'eau, ce qui est relativement peu pour des montagnes aussi élevées. Ceci s'explique par l'éloignement du parc par rapport aux océans.
Dans les vallées, on enregistre parfois des précipitations neigeuses entre le mois de septembre et le mois de juin. Néanmoins, les chutes de neige sont surtout concentrées entre novembre et mars. Il peut ainsi tomber une épaisseur d'environ 4,5 m de neige durant toute une année. Les relevés en haute altitude sont toutefois plus importants.
Les montagnes Rocheuses sont très sensibles au réchauffement climatique planétaire qui a débuté au XXe siècle. Depuis 1992, un centre de recherche de l'institut de surveillance géologique des États-Unis étudie ces changements et notamment l'impact du réchauffement sur la fonte des glaciers et sur les incendies de forêts. Les variations du type de végétation en altitude, les débits et les températures des cours d'eau, les gaz atmosphériques et les niveaux d'ozone sont relevés et analysés. Les données recueillies, confrontées à celles d'autres sites de mesure dans le monde, permettent d'établir des corrélations entre ces modifications climatiques à l'échelle du globe.
| Mois                              | jan.  | fév. | mars | avril | mai  | juin | jui. | août | sep. | oct. | nov. | déc. | année |
| --------------------------------- | ----- | ---- | ---- | ----- | ---- | ---- | ---- | ---- | ---- | ---- | ---- | ---- | ----- |
| Température minimale moyenne (°C) | −17   | −16  | −11  | −6    | −1   | 3    | 6    | 5    | 1    | −3   | −9   | −15  | −5    |
| Température maximale moyenne (°C) | −3,1  | 1    | 5    | 9     | 14   | 21   | 26   | 25   | 20   | 13   | 3    | −3   | 11    |
| Record de froid (°C)              | −47   | −53  | −42  | −33   | −15  | −8   | −5   | −7   | −14  | −24  | −43  | −46  | −53   |
| Record de chaleur (°C)            | 11    | 16   | 17   | 23    | 28   | 33   | 33   | 33   | 31   | 26   | 18   | 12   | 33    |
| Précipitations (mm)               | 81,8  | 60,2 | 56,9 | 50,8  | 58,9 | 38,9 | 34,3 | 32,3 | 35,6 | 40,4 | 73,2 | 75,9 | 639,2 |
| dont neige (cm)                   | 112,8 | 76,2 | 52,3 | 23,6  | 7,1  | 0,3  | 0    | 0    | 1,3  | 11,2 | 64   | 99,6 | 448,3 |

### Hydrographie

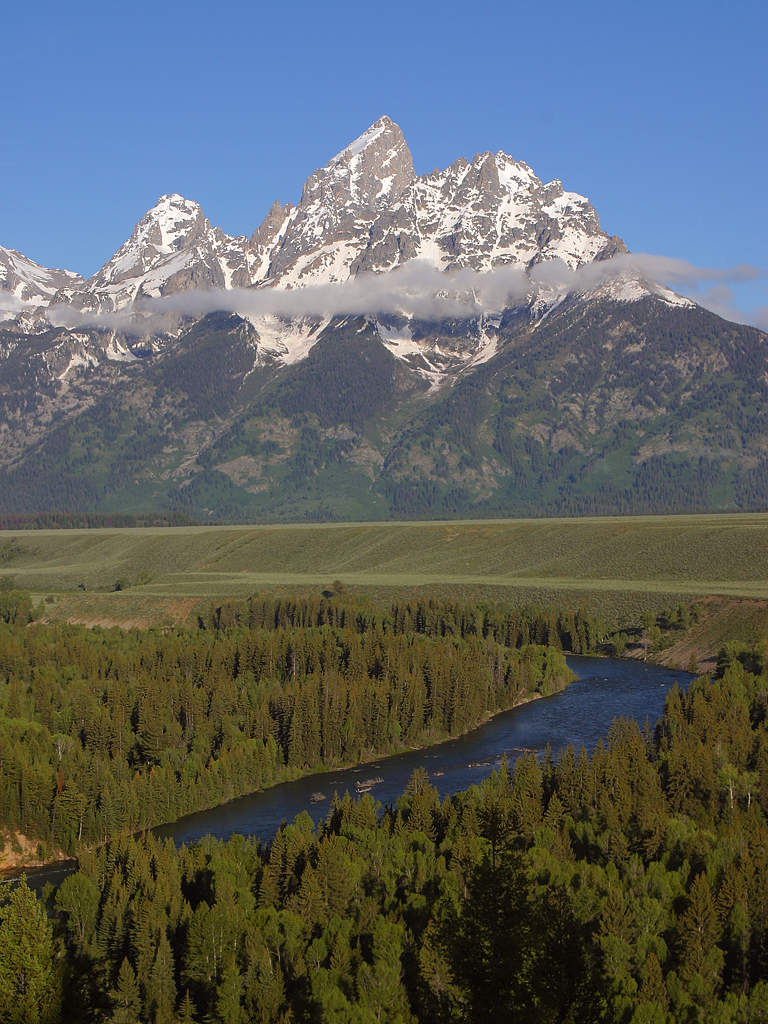
La rivière Snake serpentant à proximité du Teton Range.

Le parc est situé à l'ouest du Continental Divide. Cette ligne de partage des eaux sépare le bassin hydrographique des cours d'eau se jetant dans l'océan Pacifique de ceux se jetant dans l'océan Atlantique. La rivière Snake, la plus grande du parc, prend sa source au nord de celui-ci dans le parc national de Yellowstone. Il s'agit du principal affluent du fleuve Columbia, qui termine sa course dans l'océan Pacifique. Elle tire son nom, littéralement Rivière Serpent, de son tracé sinueux, long de 1 673 km. Elle entre dans l'aire protégée au niveau de l'important lac Jackson avant de s'écouler dans la vallée de Jackson Hole à l'est du massif de Grand Teton.
Le lac Jackson couvre une superficie de 103,4 km2 pour une profondeur maximale de 134 m. Les autres lacs importants du parc sont le lac Jenny, le lac Leigh et le lac Emma Matilda. Situé au nord-est du parc, le lac Two Ocean, littéralement Lac aux deux océans, tire son nom d'une ancienne croyance qui affirmait que le Continental Divide passait en son milieu. Les géographes ont prouvé qu'il s'agissait d'une erreur mais son nom est resté.

## Géologie

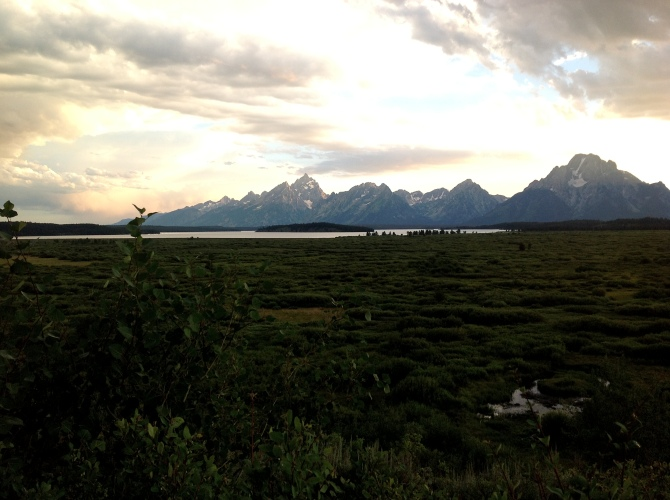
La chaîne de montagnes de Grand Teton.

Les roches des montagnes, âgées de 2,5 à 2,7 milliards d'années, sont faites de granite et de gneiss. Le gneiss du parc est un mélange de sables et de cendres volcaniques qui se sont accumulés au fond d'un océan avant de se transformer en roche sous l'effet de la pression et de la température du sous-sol. Le granite, une roche magmatique plus résistante, se forme de son côté lorsque la lave volcanique se refroidit et durcit en profondeur,.
Il y a près de 500 millions d'années, des couches sédimentaires se sont accumulées au fond d'une mer intérieure tout en recouvrant les anciennes strates de roches d'origine volcanique. Ces roches sont parfois porteuses de fossiles d'animaux marins issus de coquillages, d'algues ou de trilobites. Puis, il y a environ 70 millions d'années, la mer s'est retirée alors même que des plaques tectoniques s'entrechoquaient à l'ouest du continent nord américain, ce qui a eu pour conséquence de former les montagnes Rocheuses : c'est l'orogenèse laramienne.
Le massif de Teton Range se forme plus particulièrement il y a 10 à 13 millions d'années,. L'apparition du massif est causée par la formation de points chauds au nord de la région. Ces points chauds, qui perforent et déforment la croûte terrestre en formant des failles, sont localisés au nord-ouest du parc et dans la région du Yellowstone, où subsistent toujours de nombreux geysers. Le côté occidental de la faille s'est soulevé pour former le massif de Grand Teton tandis que le côté oriental s'est enfoncé pour former la vallée de Jackson Hole. Le soulèvement a ainsi mis au jour les anciennes roches granitiques. Durant la période, la région a subi de nombreux séismes violents, d'une magnitude 7,5. Il y a deux millions d'années, alors que le climat de la terre était glacial, d'énormes glaciers sont descendus du haut plateau de Yellowstone et ont érodé la vallée de Jackson Hole. De petits glaciers en provenance des montagnes du massif de Grand Teton ont rejoint l'énorme glacier de la vallée en y déposant des moraines.

## Milieu naturel

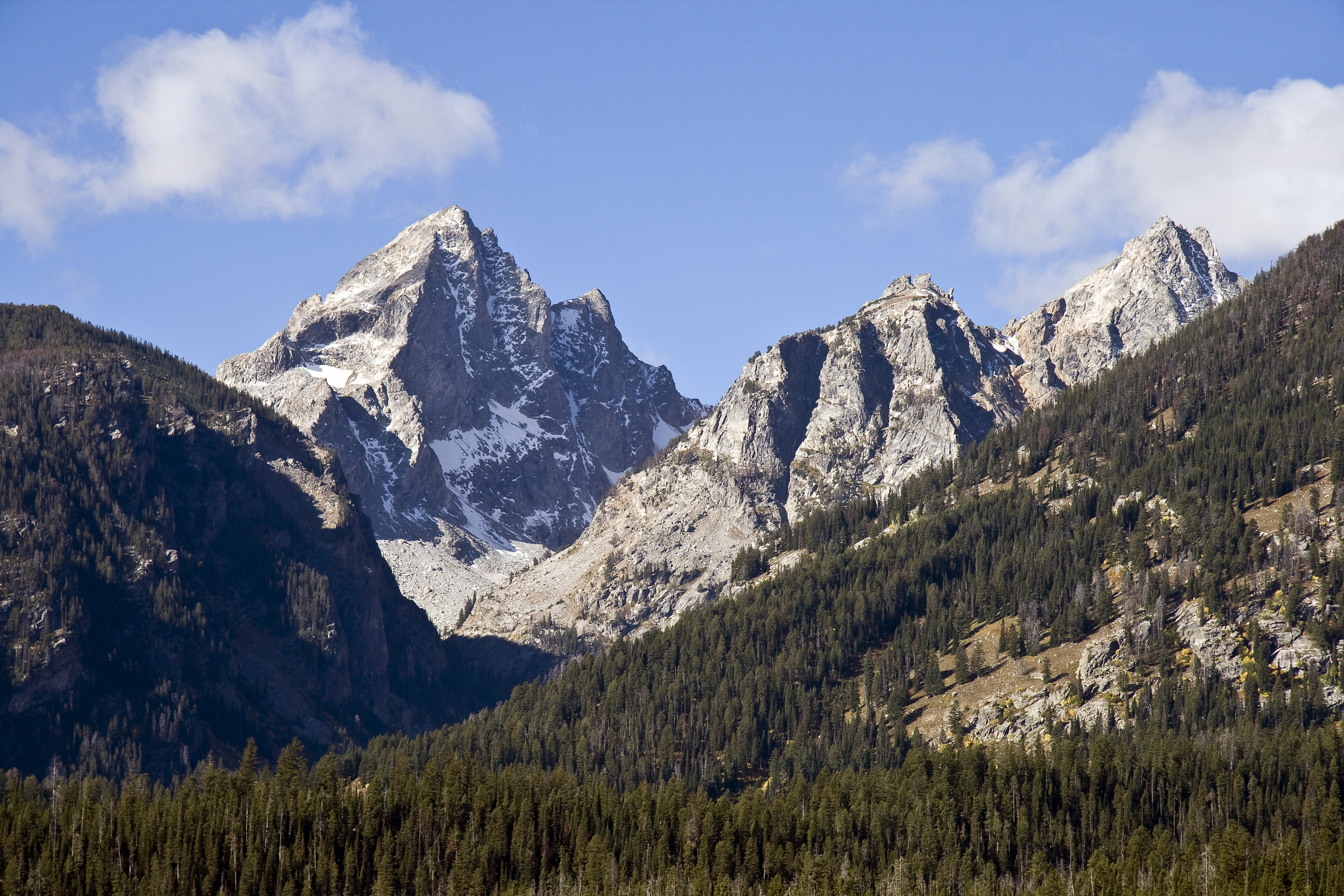
Fourche sud de l'Avalanche Canyon dans le parc national de Grand Teton. Les pics sont Buck Mountain à gauche et le mont Wister à droite.

Le parc national de Grand Teton, tout comme le parc national de Yellowstone, le Parkway entre les deux et les forêts nationales de Gallatin, Custer, Caribou-Targhee, Bridger-Teton et de Shoshone, appartient au Greater Yellowstone Ecosystem, un écosystème protégé recouvrant plus de 72 000 km2,. Cette immense zone protégée permet aux animaux de vivre en liberté dans l'un des derniers écosystèmes tempérés intacts de la planète.
Selon l'Agence de protection de l'environnement des États-Unis, le parc national se trouve dans l'écorégion de la cordillère occidentale des montagnes boisées du nord-ouest,,,. Selon le système de classement du WWF, la zone appartient à l'écorégion South Central Rockies forests, qui se caractérise par d'importantes et rapides différences d'altitude entre les sommets des montagnes et les plaines environnantes.
Plus de mille espèces de plantes poussent dans le parc et ses environs. Elles se répartissent au sein des quatre biotopes que sont la zone humide, la zone arbustive de la vallée, la forêt et la zone alpine.

### Faune
On compte environ soixante espèces de mammifères vivant dans le parc. Les grands herbivores sont représentés par l'élan (Alces alces), le bison (Bison bison), le wapiti (Cervus canadensis), le cerf hémione (Odocoileus hemionus), le mouflon canadien (Ovis canadensis) et l'antilope d'Amérique (Antilocapra americana). Durant chaque hiver, environ 7 500 wapitis et 1 000 bisons du Yellowstone et de Grand Teton migrent au sud sur plus de 100 km pour passer la saison froide dans le National Elk Refuge.
Les prédateurs sont le grizzli (Ursus arctos horribilis), l'ours noir (Ursus americanus), le puma (Puma concolor), le lynx (Lynx canadensis), le loup (Canis lupus) et le coyote (Canis latrans). Les petits mammifères sont représentés par l'écureuil roux (Tamiasciurus hudsonicus), le tamia mineur (Tamias minimus), le glouton (Gulo gulo), la marmotte à ventre jaune (Marmota flaviventris) et le castor canadien (Castor canadensis). Six espèces de chauves-souris sont recensées dont la petite chauve-souris brune (Myotis lucifugus) et la chauve-souris cendrée (Lasiurus cinereus),.

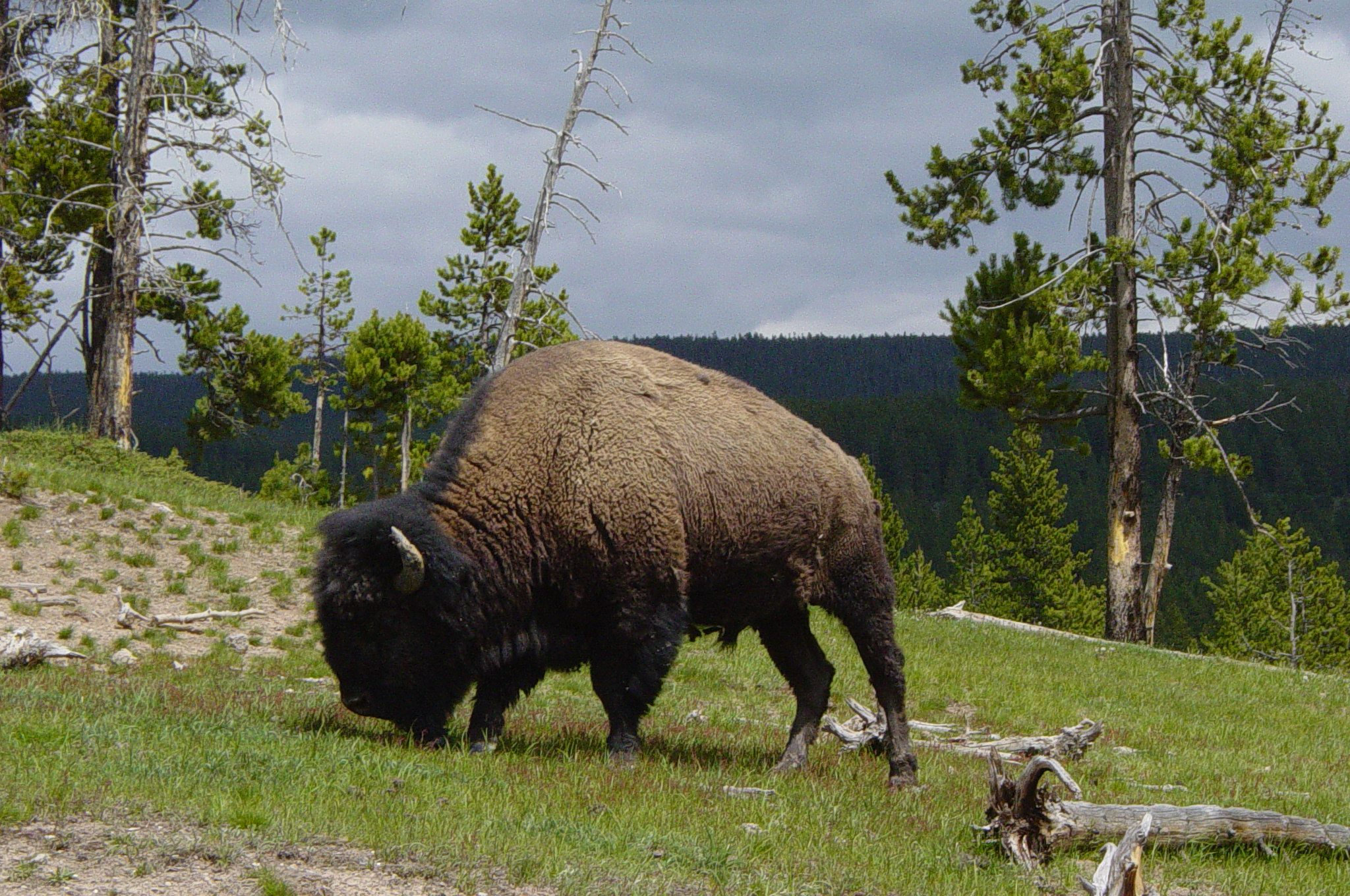
Bison.
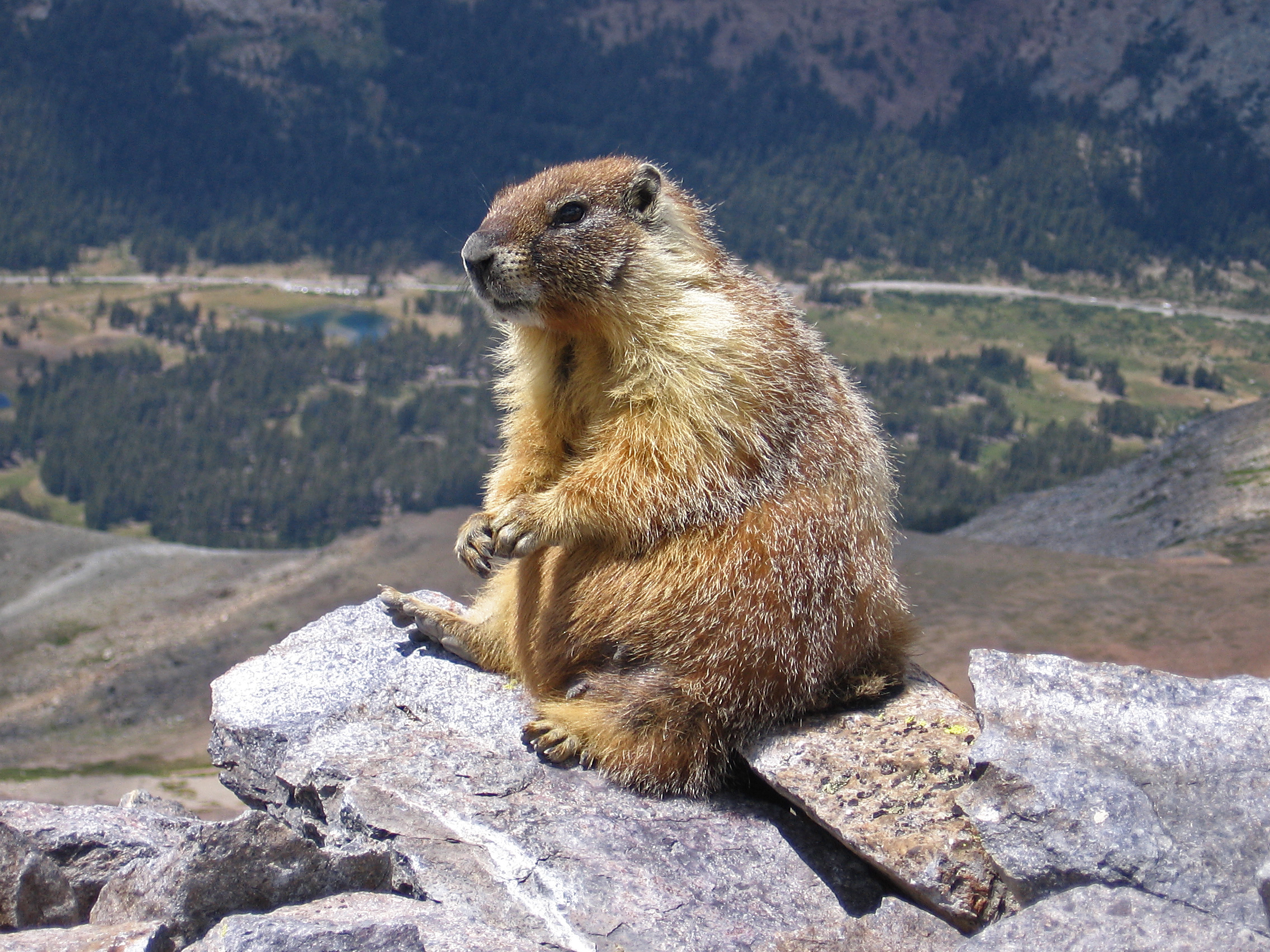
Marmotte à ventre jaune.
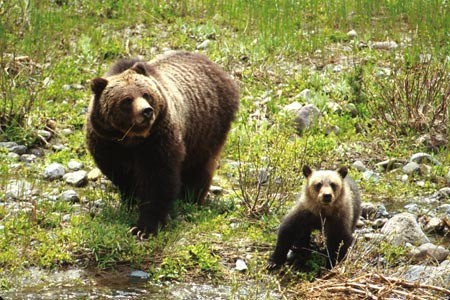
Grizzlis.
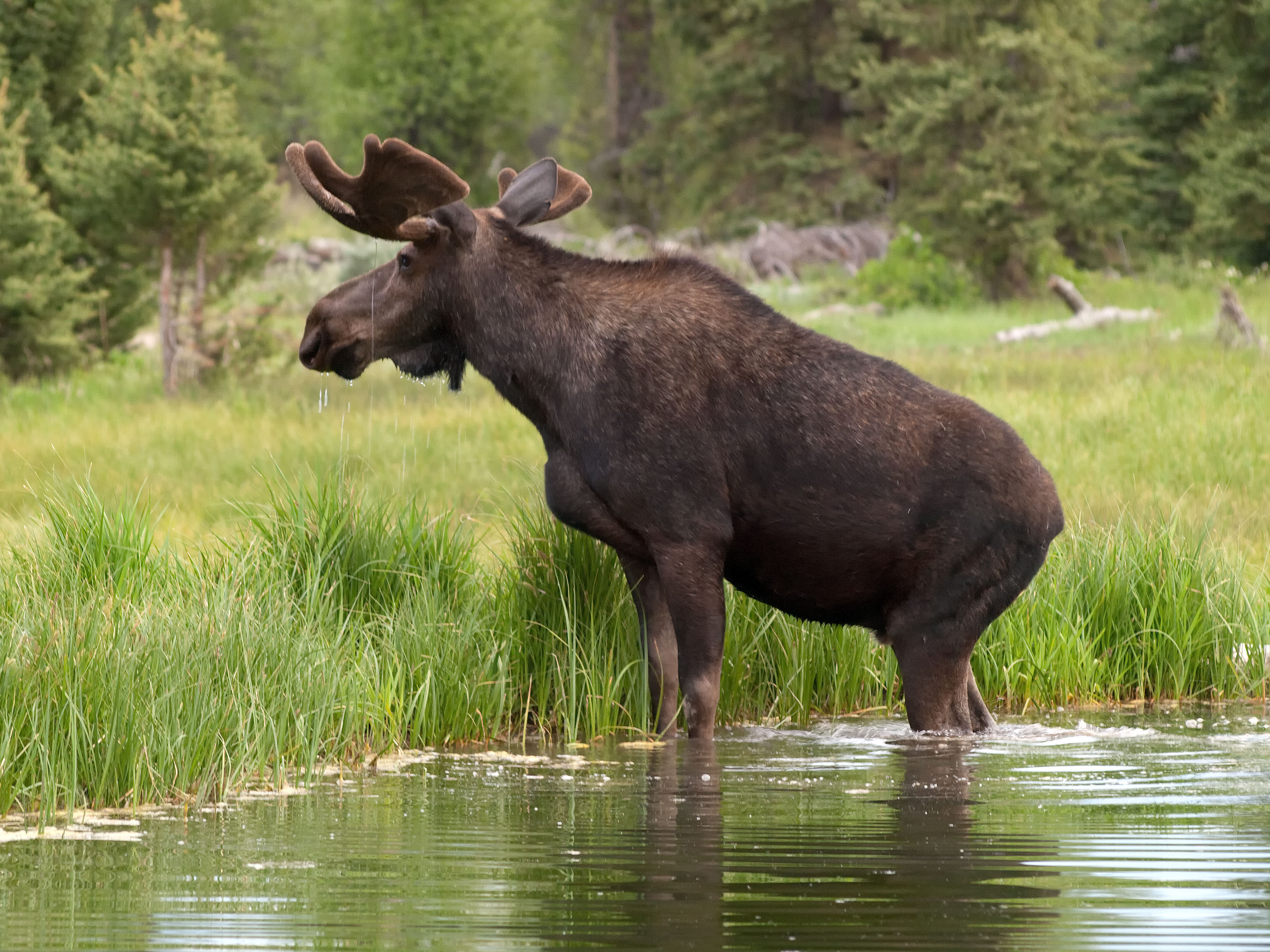
Orignal sortant d'un étang créé par des castors.

La majorité des oiseaux sont des migrateurs qui ne restent dans le parc que durant trois à six mois pour éviter les hivers rigoureux. Bien que certains s'accommodent de plusieurs biotopes, la plupart sont plutôt adaptés à l'un des quatre du parc. Le milieu alpin accueille ainsi le cassenoix d'Amérique (Nucifraga columbiana), le roselin à tête grise (Leucosticte tephrocotis), le bruant à couronne blanche (Zonotrichia leucophrys). Les milieux aquatiques et ripariens accueillent la bernache du Canada (Branta canadensis), le pygargue à tête blanche (Haliaeetus leucocephalus), le bruant de Lincoln (Melospiza lincolnii) et la paruline des buissons (Oporornis tolmiei). La zone arbustive accueille le tétras des armoises (Centrocercus urophasianus), le bruant vespéral (Pooecetes gramineus), le bruant de Brewer (Spizella breweri) et le moqueur des armoises (Oreoscoptes montanus). La forêt de conifères attire le moucherolle à côtés olive (Contopus cooperi), la paruline à croupion jaune (Dendroica coronata), le roitelet à couronne rubis (Regulus calendula), la mésange de Gambel (Poecile gambeli), le bruant familier (Spizella passerina) et le junco ardoisé (Junco hyemalis). Le colibri calliope (Stellula calliope), qui apprécie les fleurs de l'Ipomopsis aggregata, est le plus petit oiseau d'Amérique du Nord. Le cygne trompette (Cygnus buccinator), dont le couple reste fidèle à vie, est quant à lui la plus grande sauvagine du continent nord-américain.

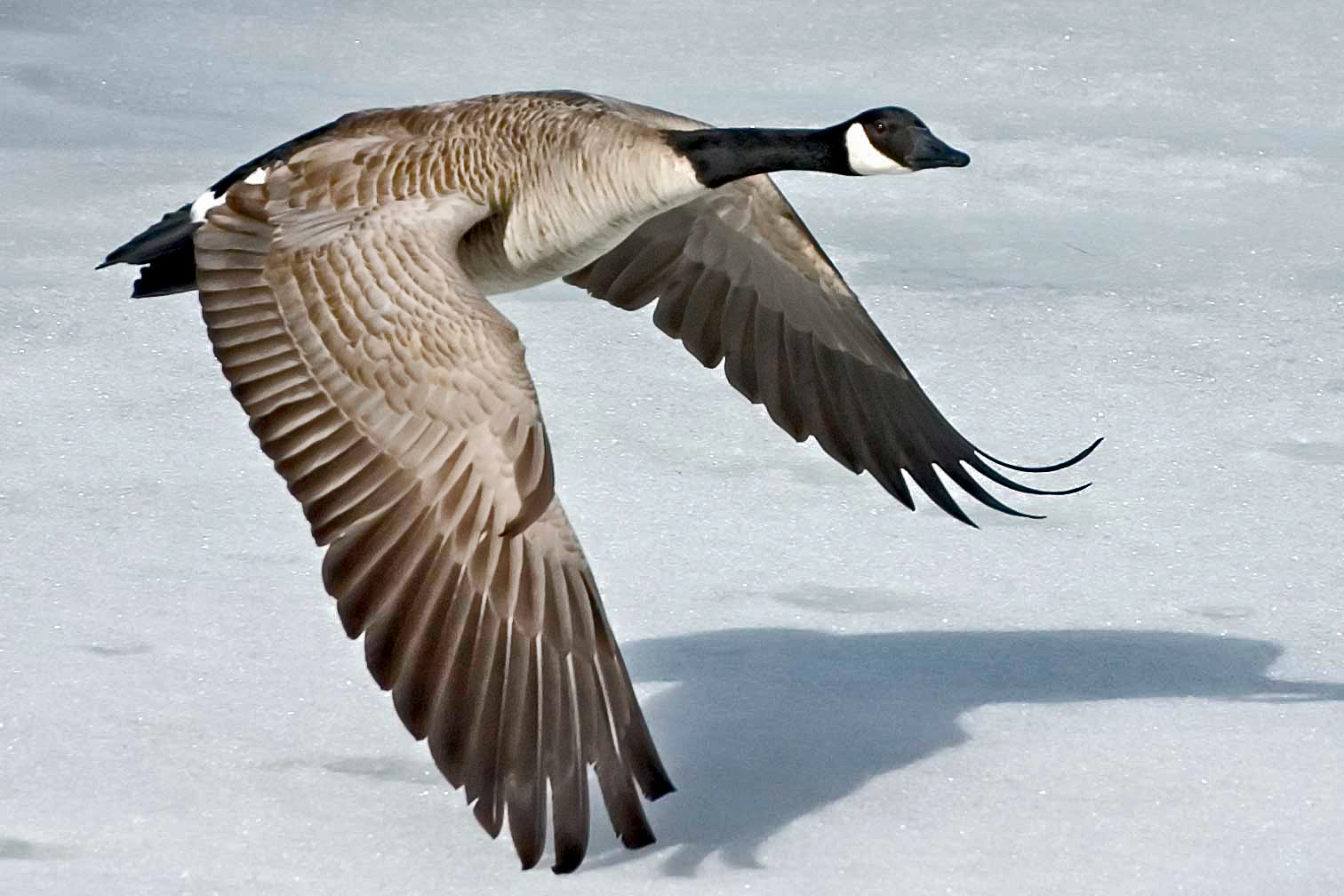
Bernache du Canada.
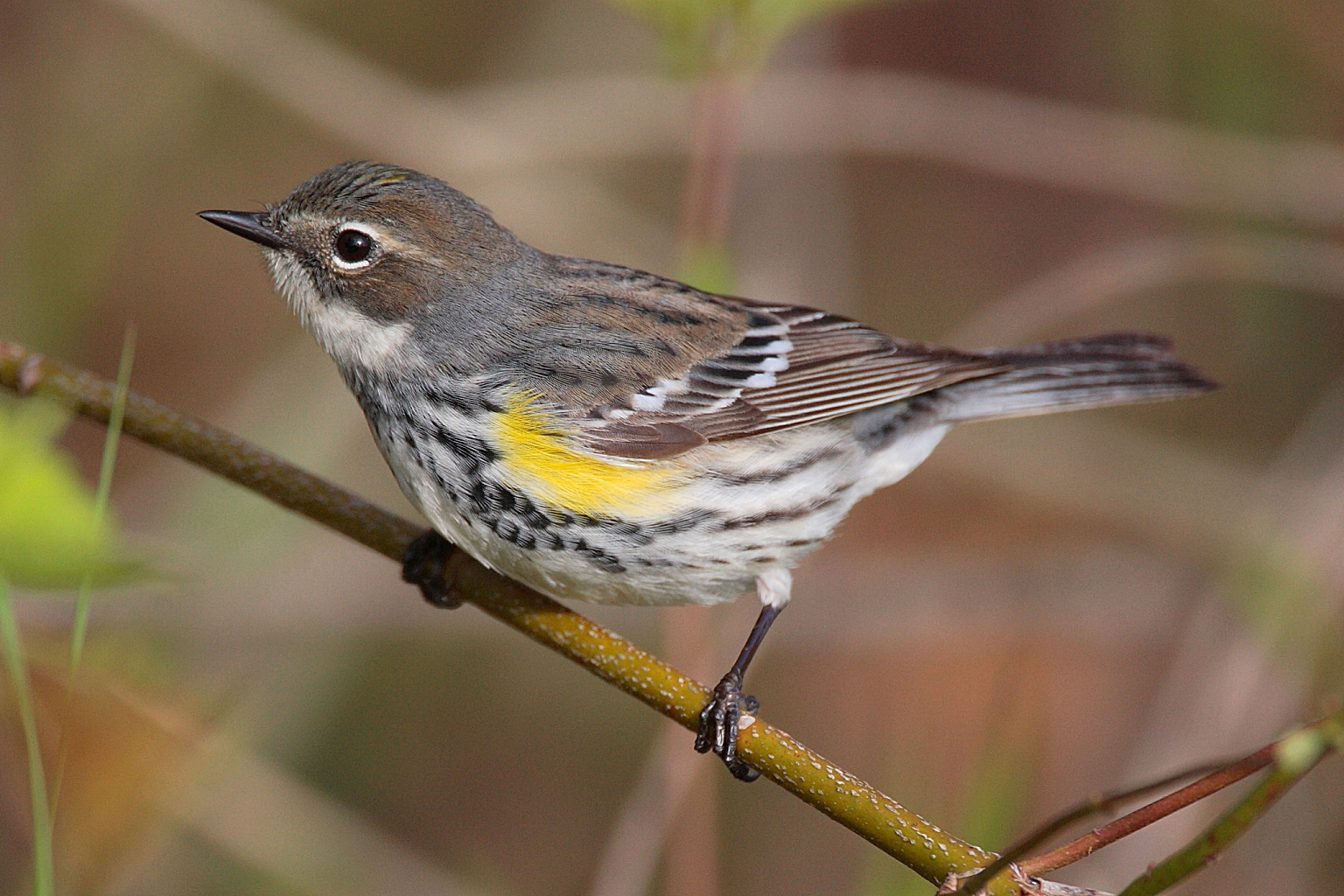
Paruline à croupion jaune.

Les amphibiens sont des animaux à sang froid qui ne peuvent pas autoréguler leur température corporelle comme les mammifères. Les températures froides limitent donc le nombre d'espèces présentes dans le parc. La grenouille maculée de Columbia (Rana luteiventris), la rainette faux-grillon boréale (Pseudacris maculata), le crapaud boréal (Bufo boreas), la salamandre tigrée (Ambystoma mavortium), la grenouille léopard (Rana pipiens) et le ouaouaron (Rana catesbeiana) ont été recensés mais il semblerait, d'après les services du parc, que la grenouille léopard ait totalement disparu de la région. Les amphibiens peuplent surtout les lacs situés au fond de la vallée, où ils se nourrissent d'insectes et servent de nourriture à quelques oiseaux,.
Les reptiles, également peu nombreux, sont représentés par les serpents non venimeux que sont la couleuvre de l'Ouest (Thamnophis elegans vagrans), la couleuvre rayée (Thamnophis sirtalis fitchi) et le boa caoutchouc (Charina bottae). Le seul lézard commun dans le parc est le lézard de Sagebrush (Sceloporus graciosus graciosus),.

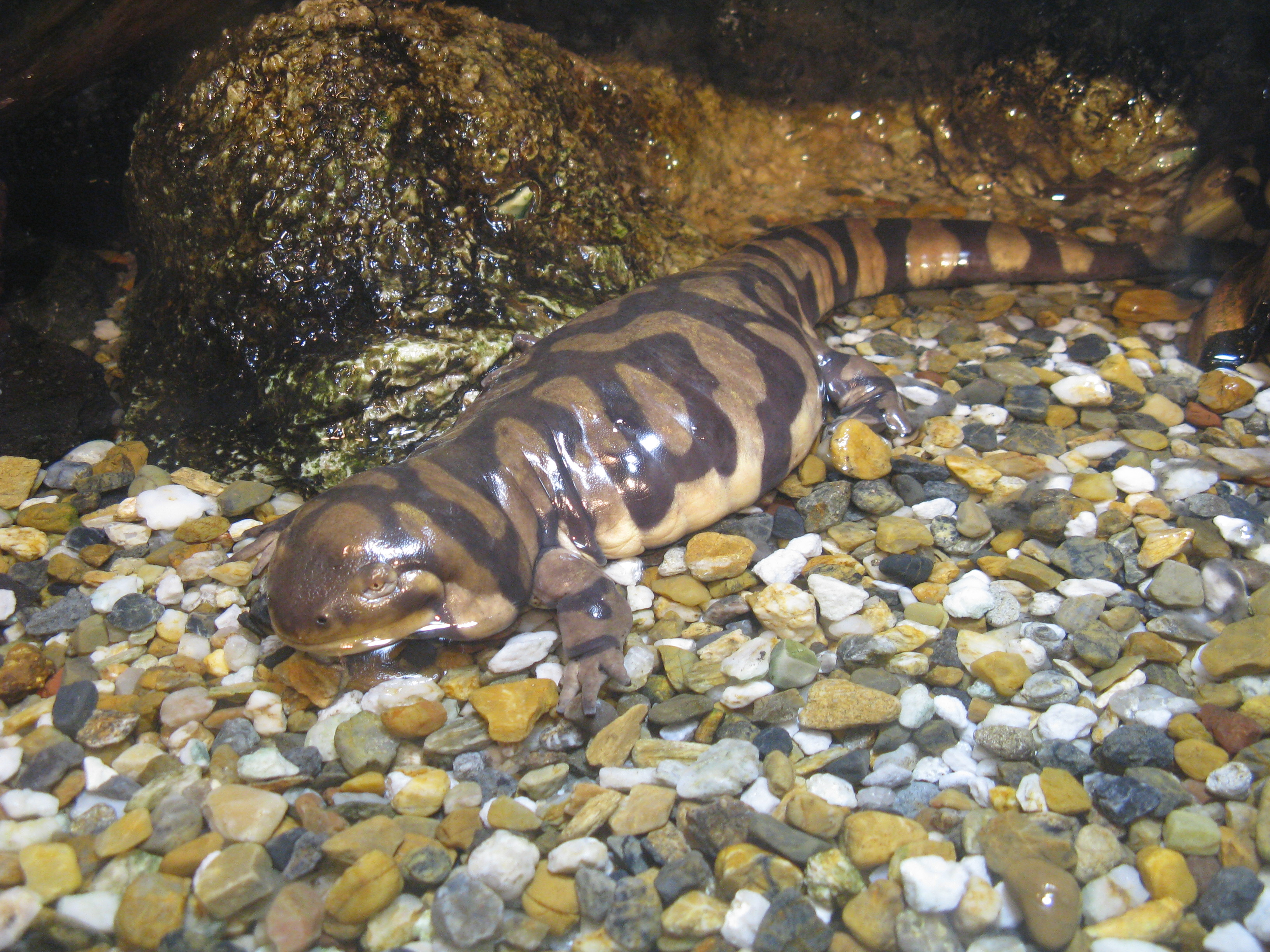
Salamandre tigrée.
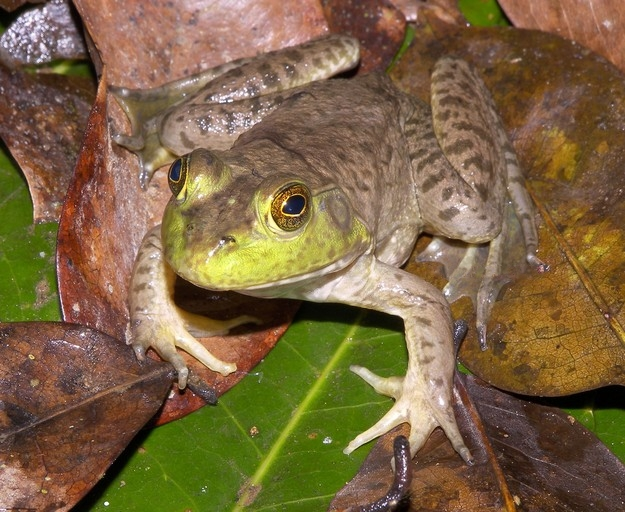
Ouaouaron.
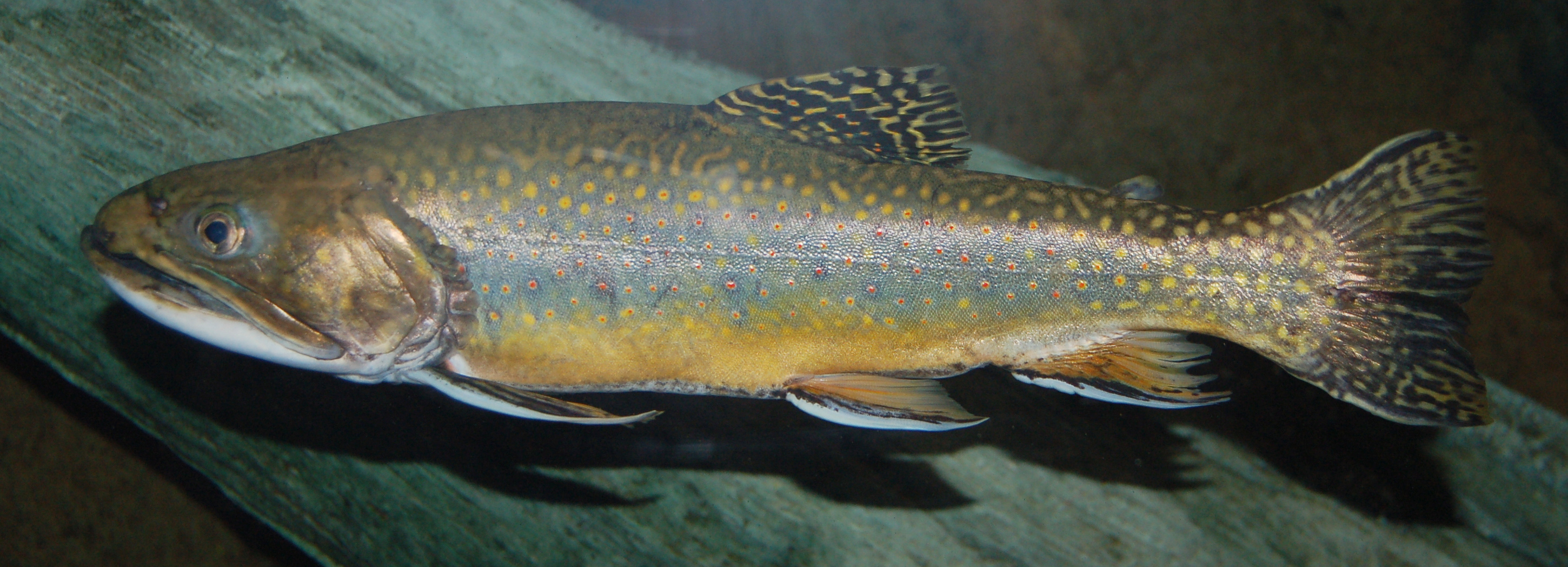
Omble de fontaine.

Les étendues d'eau sont peuplées par neuf espèces locales de poissons, dont la truite fardée de Yellowstone (Oncorhynchus clarki bouvieri), le naseux moucheté (Rhinichthys osculus), le surgeon de l'Utah (Catostomus ardens), le naseux des rapides (Rhinichthys cataractae), le ménomini des montagnes (Prosopium williamsoni), le meunier des montagnes (Catostomus platyrhynchus), le chabot tacheté (Cottus bairdii) et le chabot paiute (Cottus beldingii). Sept espèces de poissons ont été introduites, dont la truite arc-en-ciel (Oncorhynchus mykiss), l'omble de fontaine (Salvelinus fontinalis), la truite commune (Salmo trutta), la truite grise (Salvelinus namaycush), le méné de l'Utah (Gila atraria) et Catostomus discobolus. Le meunier des montagnes se nourrit d'algues alors que la truite fardée de Yellowstone se nourrit d'insectes. Le méné de l'Utah apprécie tout particulièrement les eaux calmes et chaudes des lacs de la vallée tandis que le ménomini des montagnes apprécie les eaux froides des torrents de montagne. Les poissons sont à la base de l'alimentation de nombreux oiseaux et de mammifères,.

### Flore

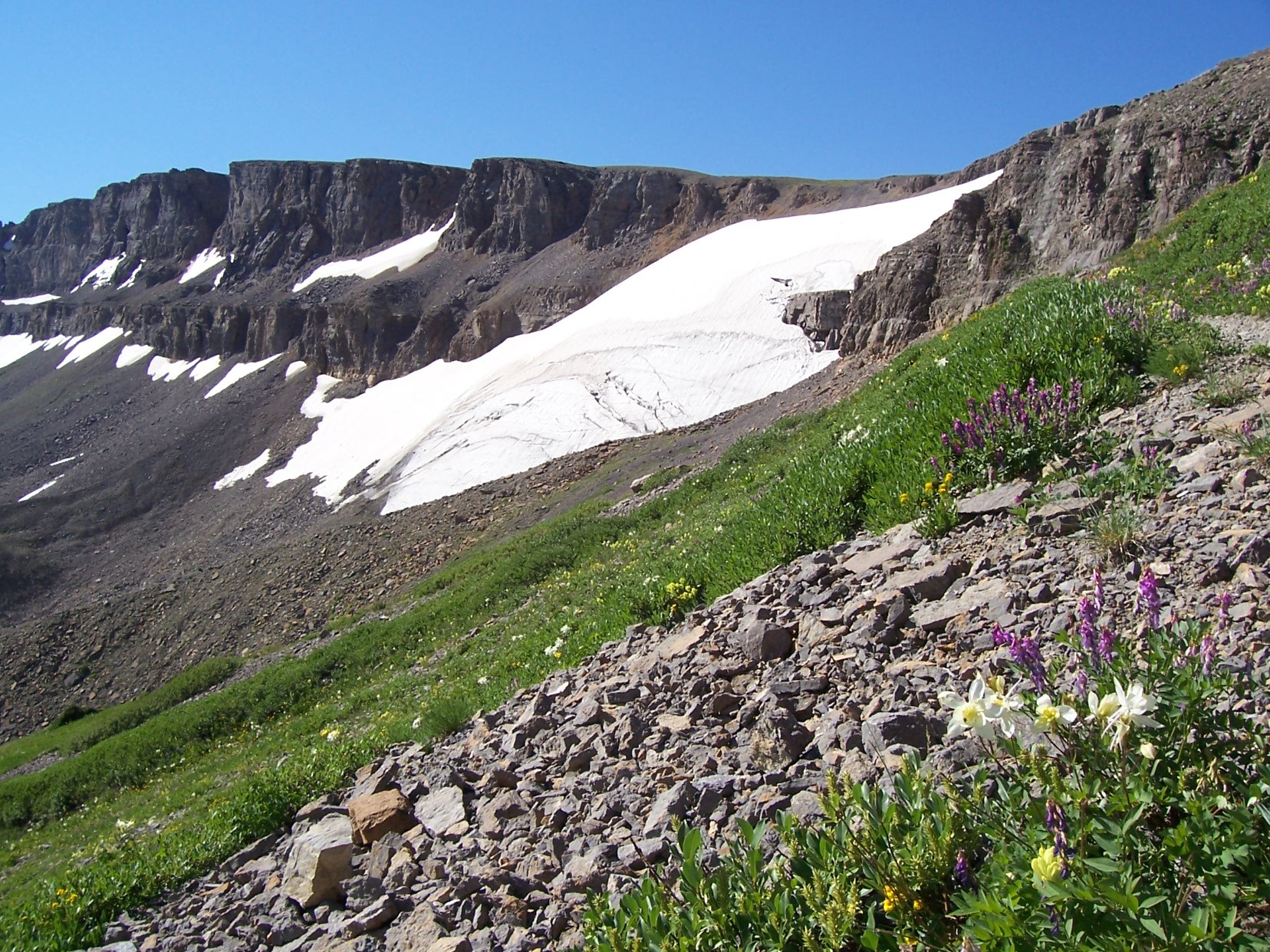
Zone alpine au sommet des montagnes.

La zone arbustive est une zone rocheuse peu humide et recouverte en grande partie par Artemisia tridentata. Les zones humides, situées entre autres à proximité de la rivière Snake et de ses affluents, sont colonisées par le peuplier à feuilles étroites (Populus angustifolia) et différents saules. La forêt est située à l'écart des zones humides mais sur un sol de bien meilleure qualité que celui de la zone arbustive rocheuse. Elle est essentiellement composée de conifères. Enfin, la zone alpine s'étend en altitude au-delà de la limite des arbres. Elle accueille des petites plantes résistantes aux conditions rigoureuses de haute montagne que sont le vent, la neige, le rayonnement ultraviolet et le sol pauvre.

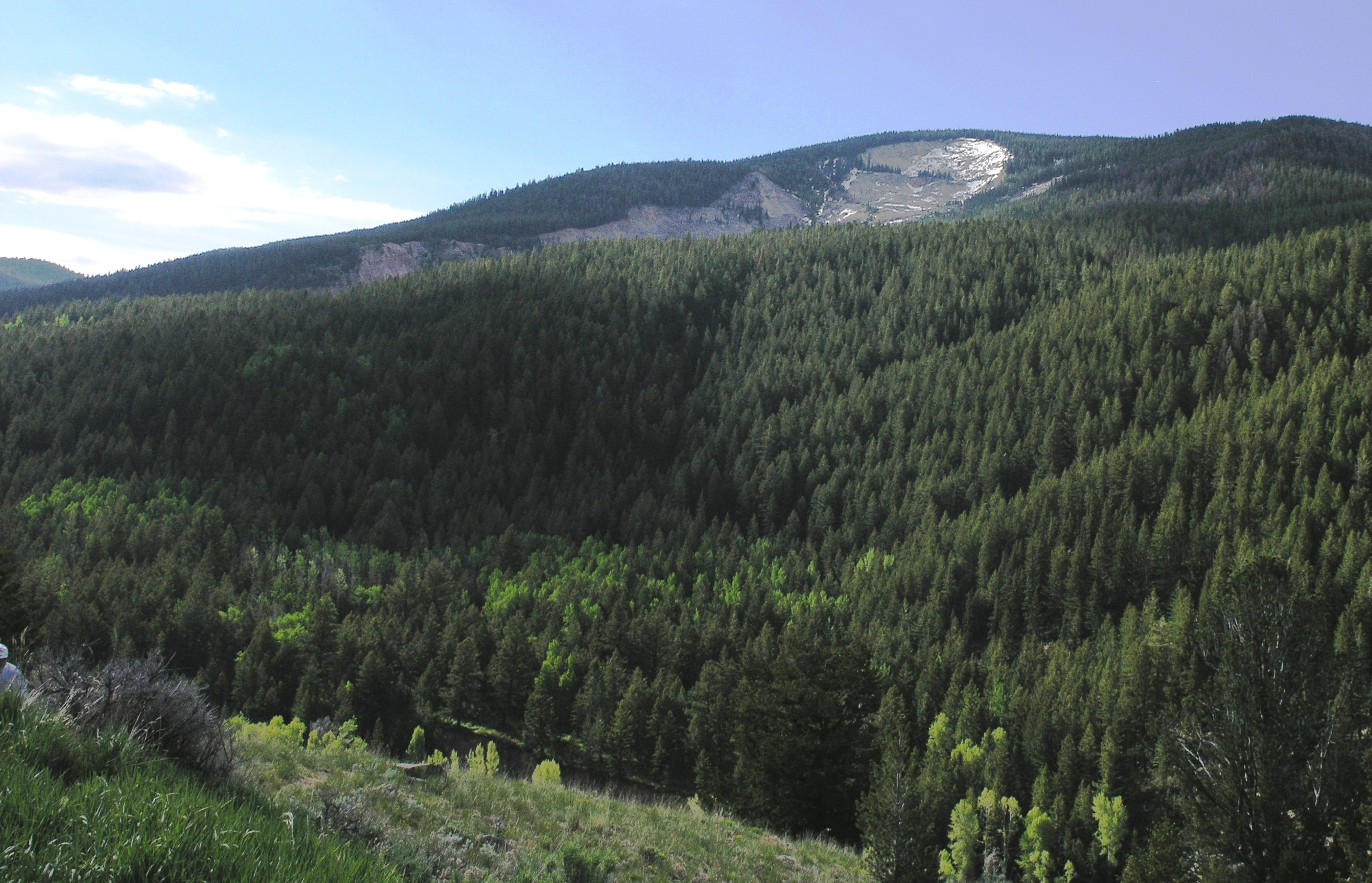
Zone forestière de conifères.

Les conifères sont très présents dans le parc. Le pin tordu (Pinus contorta) apprécie les zones où des incendies se produisent. Ses cônes sérotiniques ne s'ouvrent en effet que lorsqu'ils sont léchés par les flammes. Le pin à écorce blanche (Pinus albicaulis) produit de nombreuses graines appréciées par les oiseaux, les petits mammifères et les grizzlis.
La forêt de conifères est surtout composée de l'épicéa d'Engelmann (Picea engelmannii), du sapin subalpin (Abies lasiocarpa), du sapin de Douglas (Pseudotsuga menziesii) et de l'épicéa bleu (Picea pungens). Les deux premiers conifères peuvent pousser jusqu'à des altitudes proches de 3 000 mètres tandis que les autres apprécient davantage le fond des vallées. Les feuillus sont plutôt présents dans les zones proches des rivières comme le Populus angustifolia et le peuplier faux-tremble (Populus tremuloides), qui se teignent en jaune et orange durant l'automne.
Certains arbustes jouent un rôle important grâce à leurs baies, qui permettent à de nombreux animaux comme les ours et les oiseaux de constituer des réserves pour passer l'hiver. Parmi ceux-ci se trouvent le sureau noir (Sambucus nigra), le chèvrefeuille involucré (Lonicera involucrata), le framboisier sauvage (Rubus idaeus), la ronce à petites fleurs (Rubus parviflorus) et la symphorine (Symphoricarpos albus).

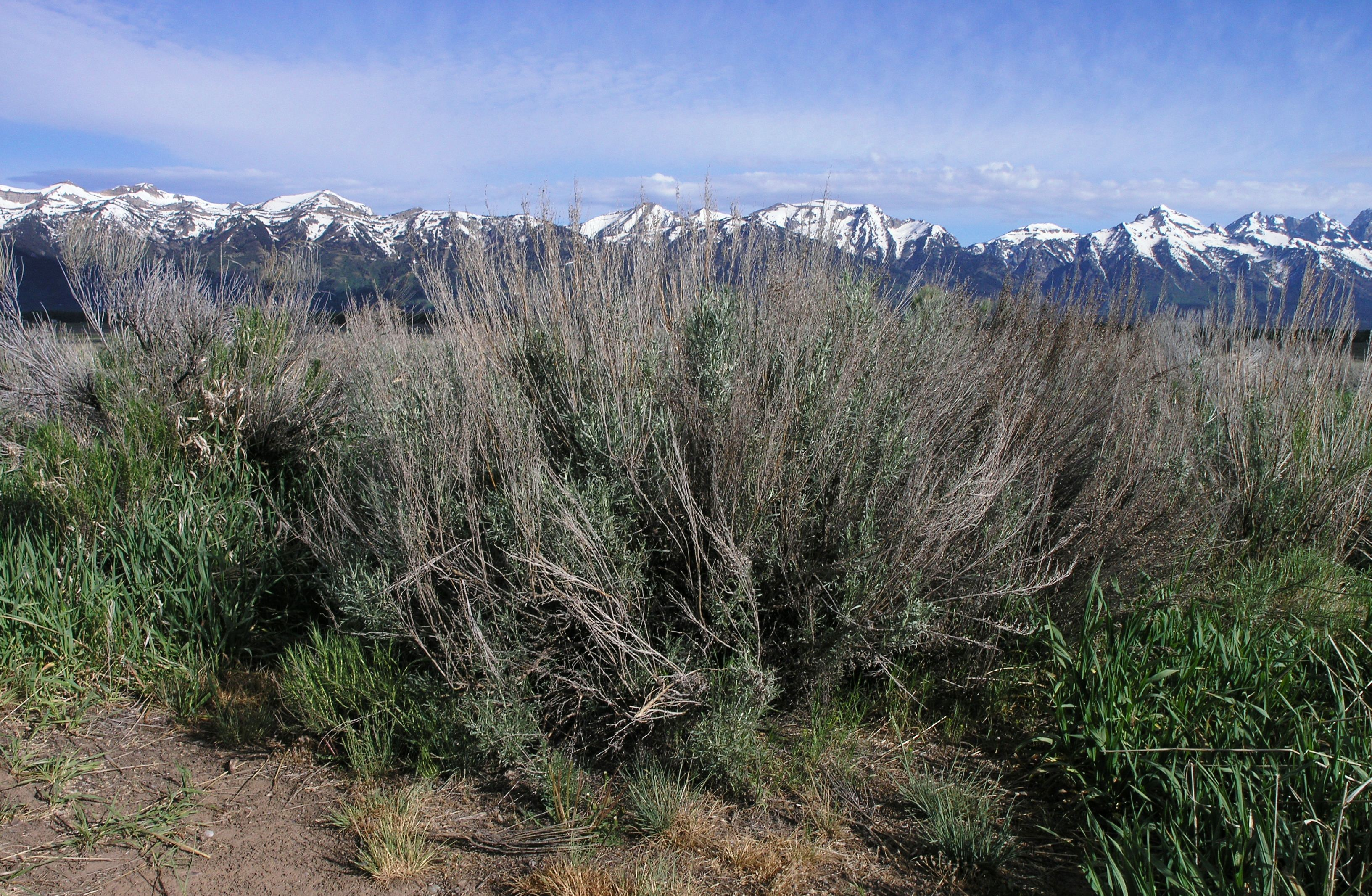
Zone arbustive.

La floraison a lieu, en général, de mai à septembre. La période sans gelée est en effet très brève, d'une durée d'environ 60 jours dans la vallée de Jackson Hole, ce qui oblige une floraison rapide. La zone arbustive des vallées se colore grâce à la présence de « pinceaux indiens » et d'Ipomopsis aggregata. L'épilobe en épi (Chamerion angustifolium), les aconits et l'orchidée Calypso (Calypso bulbosa) colonisent les zones humides proches des forêts. Le myosotis des Alpes (Myosotis alpestris), le silène acaule (Silene acaulis) et Polemonium viscosum sont présents dans les zones alpines.
Les fougères apprécient particulièrement les zones humides et ombragées des forêts. Elles se disséminent grâce au vent qui emporte leurs spores. Le genre le plus commun dans le parc est Pteridium. Son feuillage vert devient orangé en automne. Athyrium filix-femina est une espèce également présente dans les zones boisées. En revanche, Cryptogramma crispa apprécie les zones rocheuses plus sèches.

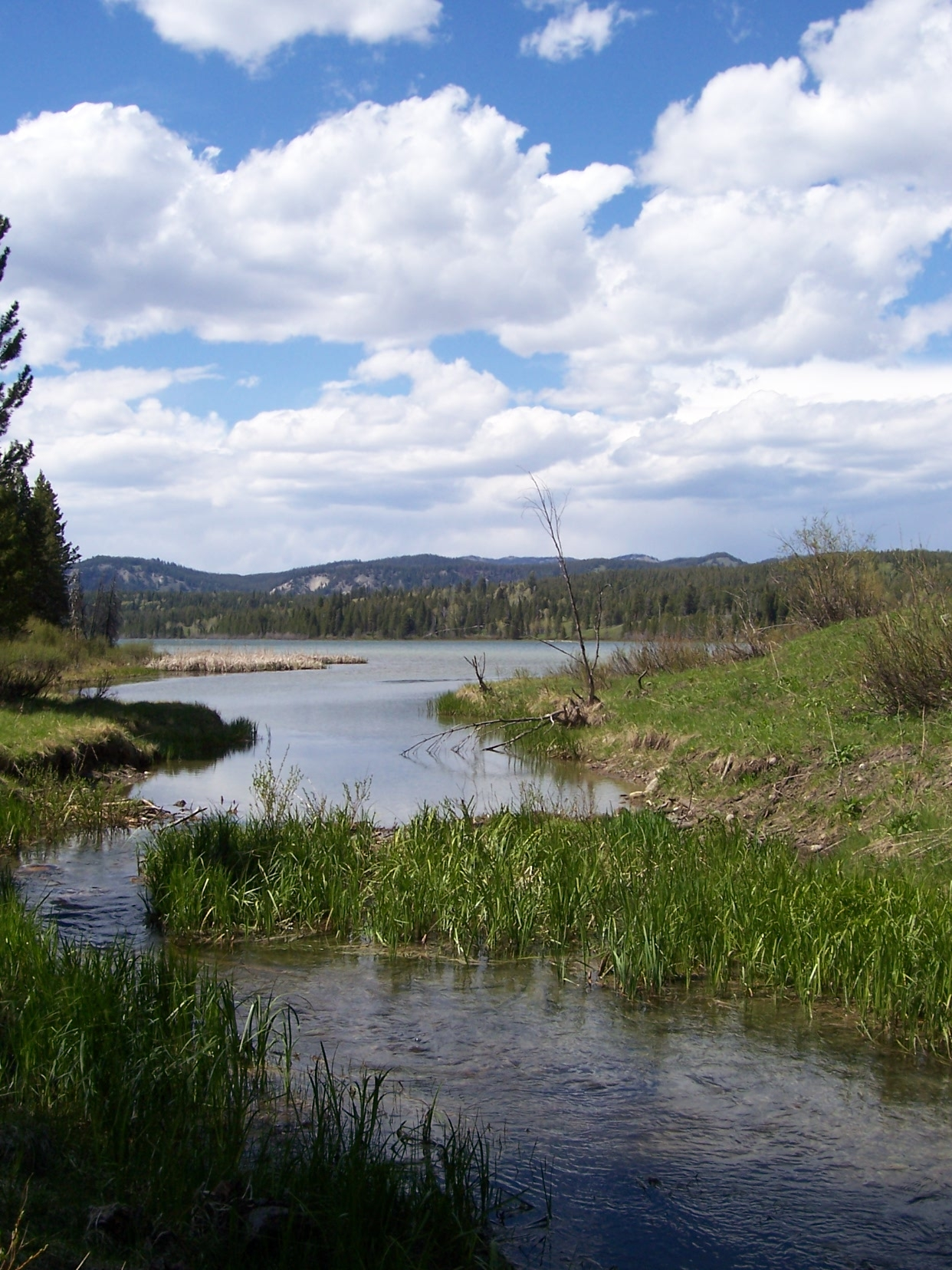
Zone riparienne au fond de la vallée.

Le parc abrite plus de 100 espèces de graminées réparties dans tous les biotopes du parc. Ces plantes sont essentielles pour l'alimentation de nombreux herbivores et insectes. Elles permettent aux oiseaux de fabriquer leurs nids et empêchent l'érosion des sols dans cette région où les précipitations sont abondantes. Parmi les espèces se trouvent la fléole des Alpes (Phleum alpinum), le pâturin des prés (Poa pratensis), Festuca idahoensis, Calamagrostis rubescens, Agrostis scabra et Danthonia intermedia.
Les lichens jouent également un rôle essentiel. Ils sécrètent en effet un acide qui attaque les roches. Les poussières de roches qui apparaissent forment un sol de meilleure qualité pour les plantes. Très résistants, ils sont présents jusque dans les zones alpines. Ils entrent dans l'alimentation de plusieurs mammifères dont le mouflon canadien (Ovis canadensis) et servent pour la fabrication des nids de nombreux oiseaux. Absorbant facilement la pollution atmosphérique, ce sont d'excellents indicateurs de la qualité de l'air.
Le parc abrite également des mousses, des sphaignes et des hépatiques. Ces organismes préhistoriques sont les descendants des premiers végétaux à avoir colonisé la terre ferme. Contrairement aux autres plantes, qui se nourrissent en prélevant les nutriments à partir de leurs racines, ces végétaux captent les nutriments directement sur leurs tissus externes. Ils sont présents dans des milieux très humides, où ils permettent de stabiliser et d'enrichir les sols tout en facilitant l'arrivée d'autres espèces.
Les marais sont recouverts par des nénuphars et des massettes. Parfois naturels ou parfois construits par des castors (Castor canadensis), ils tempèrent et filtrent les eaux tout en offrant une partie de l'alimentation des élans (Alces alces).

## Histoire

### Amérindiens

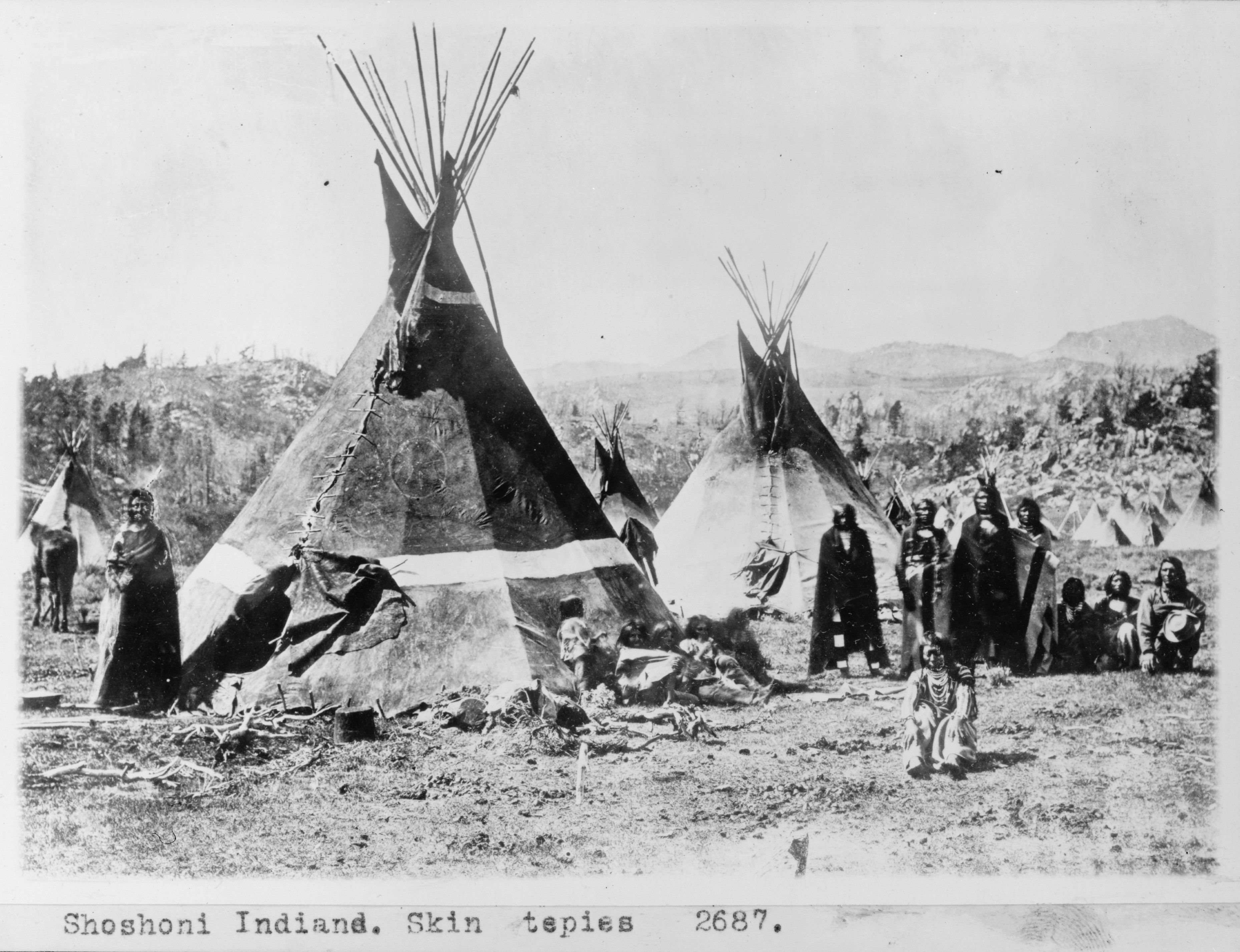
Tipis et tribu de Shoshones.

La première période humaine, dénommée « période archaïque », débute il y a environ 11 000 ans pour s'achever vers 500 apr. J.-C.. Les premiers habitants de la région pratiquent la chasse, la pêche et la cueillette. En fonction des saisons, ils se déplacent plus ou moins en altitude pour suivre l'apparition de plantes en se nourrissant de leurs fruits ou de leurs bulbes. Les archéologues ont découvert des outils et d'anciens foyers permettant de démontrer leur nomadisme en fonction des saisons. Durant l'hiver, ces Paléoaméricains quittaient le parc pour rejoindre des contrées plus clémentes à l'ouest. Les ossements découverts indiquent également que ces chasseurs suivaient la migration des grands herbivores comme le bison. Du pollen fossilisé de l'époque indique que le climat de la zone était plus froid qu'au XXIe siècle, que les glaciers étaient bien plus bas dans la vallée et que la flore était en grande partie de type alpine.
Les Paléoaméricains utilisaient des propulseurs pour chasser. Ces propulseurs ressemblaient à ceux utilisés à d'autres endroits par la culture Clovis. L'obsidienne, une pierre d'origine volcanique, est très présente dans la région. Ressemblant à du verre, elle était alors très recherchée dans le but d'en faire des outils tranchants. Au fil des millénaires, les outils se sont améliorés, les pointes des propulseurs affinées et la population a augmenté. Les tipis transportables sont également apparus durant cette période.
La période qui commence vers 500 apr. J.-C. pour s'achever vers 1500 se nomme « Dernière période préhistorique ». Cette période se caractérise par des innovations techniques importantes par rapport à la précédente. L'arc à flèches remplace le propulseur, ce qui modifie totalement les techniques de chasse. Les objets en stéatite font également leur apparition durant cette période. Ils ont pour but de stocker et de cuire la nourriture. La population devient moins nomade que précédemment, mais contrairement à certains peuples du Sud-Ouest des États-Unis comme les Anasazis, ceux-ci ne pratiquent pas l'agriculture et ne deviennent pas totalement sédentaires.
Ce n'est qu'au XVIe siècle que les Amérindiens utilisent des chevaux apportés par les premiers Européens. Ces derniers, qui sont à la recherche de métaux précieux et de fourrures, arrivent avec des armes à feu et modifient considérablement les systèmes économiques et culturels de la région.
Lorsque les premiers Européens arrivent dans la région du parc, ils rencontrent quelques Amérindiens habillés de peaux d'animaux et armés d'arcs ornementés. Ils se nourrissent de baies, de poissons et de gibier. Ils se déplacent en famille en quête de nourriture et se font aider par des chiens domestiqués. Ils sont issus de la tribu des Shoshones et se font plus particulièrement dénommer Tukudika. Les Européens leur donnent également le nom de Mangeurs de moutons. Au début du XIXe siècle, la grande région entourant le parc accueille environ vingt mille Shoshones qui se répartissent en groupes de 100 à 200. En été, les groupes se séparent en familles de 10 à 30 individus puis se réunissent à nouveau pour la chasse saisonnière de bisons qui débute en automne, en vue de constituer des réserves pour passer l'hiver. Les Shoshones sont par la suite placés dans des réserves par les Américains.

### Européens

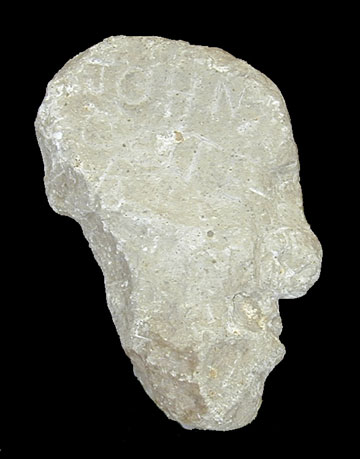
La pierre de John Colter.

Les historiens pensent que le premier homme blanc à avoir visité la région est le trappeur et mountain man John Colter. Il aurait emprunté la vallée dès 1807-1808, mais il n'existe pas de preuve irréfutable. Une pierre de lave avec la mention « Colter – 1808 » est découverte par un habitant en 1931 dans la région du parc mais les scientifiques qui l'ont étudiée ne sont pas certains que la mention remonte réellement à cette époque.
Les historiens sont par contre certains que l'expédition Astor est passée dans la région du parc en 1811 et 1812. Cette expédition avait pour but de trouver un chemin pour atteindre l'embouchure du fleuve Columbia au départ de la ville de Saint-Louis, mais aussi de développer le commerce des fourrures dans le Nord-Ouest. C'est également à cette époque que des voyageurs canadiens français travaillant pour le compte de la Compagnie du Nord-Ouest nomment les montagnes « Trois Tétons » en raison de leur forme. Le commerce des fourrures culmine dans les années 1830 avant de disparaître dans les années 1840. Les animaux deviennent rares à cause de la chasse intensive et les acheteurs en Europe diminuent car la mode de la fourrure est passée et remplacée par celle de la soie.
Par la suite, les États-Unis étendent leurs territoires de plus en plus à l'ouest en comprenant les richesses potentielles de toutes ces contrées peu connues. De nombreuses expéditions commandées par le gouvernement commencent à cartographier et étudier ces régions jusqu'à la fin du XIXe siècle.
Après la ruée vers l'or en Californie vers 1850, de nombreux prospecteurs en quête de richesse cherchent de nouveaux gisements aurifères dans toutes les Rocheuses. Dans les années 1860, la région du parc est pour la première fois prospectée, mais les paillettes dorées découvertes ne permettent pas d'envisager de devenir riche. D'autres prospecteurs passent ensuite dans la vallée sans beaucoup plus de chance, ce qui permet à la région de préserver sa tranquillité.
À la suite d'une loi américaine de 1862, l'Homestead Act of 1862, chaque personne âgée de plus de 21 ans obtient le droit d'obtenir un terrain de 160 acres, soit environ 65 hectares, en échange du devoir d'y habiter et de le cultiver pendant cinq ans au moins. Le terrain est légué après cette période contre la somme de 15 dollars. Les premiers colons s'installent dans la région dans les années 1880. En 1888, la vallée de Jackson Hole est peuplée de 20 hommes, deux femmes et un enfant. Le site attire peu, car le climat local est bien plus difficile que dans d'autres contrées. Les habitants sont essentiellement des éleveurs de bétail qui collectent du fourrage en été pour nourrir leurs bêtes durant l'hiver. La taille des troupeaux est ainsi limitée, car les quantités de foin à entreposer sont énormes pour pouvoir survivre aux longs hivers. Dès le début du XXe siècle, certains habitants trouvent dans le tourisme un nouveau débouché économique. La région sauvage devient en effet réputée pour la chasse et la pêche et les habitants se font guides pour les touristes,.

### Création du parc

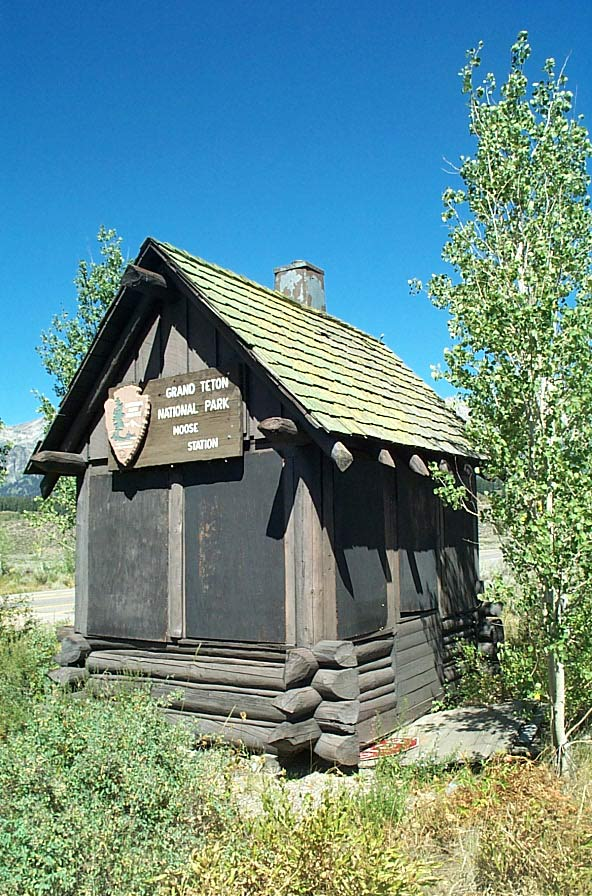
Moose Entrance Kiosk, à l'entrée du parc.

Alors qu'en 1872 le Yellowstone devient sans difficulté le premier parc national au monde, la population locale s'oppose durant plusieurs décennies à la création du parc national de Grand Teton.
Dès 1897, le responsable du Yellowstone voisin propose d'étendre son parc vers le sud en englobant la partie nord de la vallée de Jackson Hole, ceci en vue de protéger la migration des troupeaux de wapitis. En 1898, le responsable de l'USGS propose également d'y adjoindre le massif de Teton Range. Leurs souhaits ne sont pas acceptés par le Congrès américain. Le National Park Service est fondé en 1916 dans le but de promouvoir les idées provenant des parcs nationaux du pays. En 1917, ce service rédige un rapport qui met comme priorité essentielle l'extension du parc. Des sénateurs locaux s'opposent toutefois au projet car une partie de la zone est utilisée par des éleveurs de moutons. Les employés locaux des services des forêts ont également peur de perdre de leur influence car contrairement à celles d'une forêt nationale, il est interdit d'exploiter les ressources forestières au sein d'un parc national.

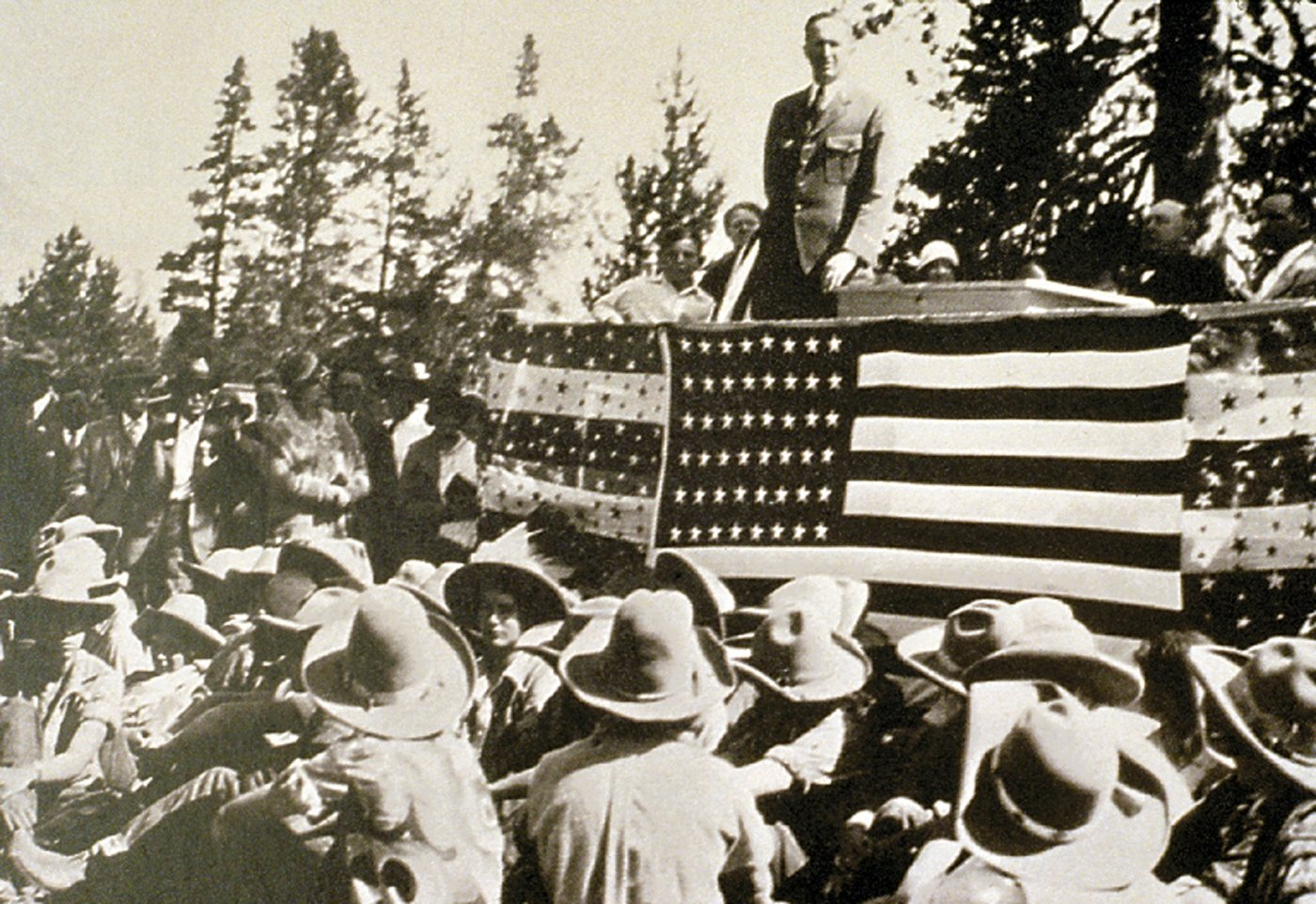
Cérémonie d'ouverture du parc en 1929.

Les défenseurs du parc parviennent à convaincre une partie de la population locale des bénéfices d'un tel projet, et le 26 février 1929, le président américain Calvin Coolidge signe la loi créant le parc (388,5 km2) qui englobe le massif de Teton Range et six lacs. Le désir d'étendre le parc dans la vallée de Jackson Hole continue à faire son chemin. Pour y parvenir, les partisans décident de racheter des terres privées. Le richissime homme d'affaires John Davison Rockefeller Junior commence à s'impliquer dans ce projet en rachetant 141,6 km2 de terres pour une somme d'environ 1,4 million de dollars. La population locale est alors hostile à ce rachat et au fait que ces terres soient ensuite ajoutées au parc existant. Les problèmes économiques locaux dans les années 1920 obligent plusieurs fermiers à vendre leurs terres. En 1934, un sénateur local tente d'ajouter les terres achetées au périmètre protégé mais sa demande est à nouveau rejetée. Néanmoins, le 15 mars 1943, le président Franklin Delano Roosevelt use de son autorité présidentielle pour créer le monument national de Jackson Hole (894,4 km2) à la suite des menaces de Rockfeller de revendre les terres si le gouvernement n'acceptait pas son don pour en faire un parc national. La population locale proteste vigoureusement en arguant que le monument détruira l'économie de la région. Un parlementaire local du Congrès fait une demande de suppression du monument acceptée par le gouvernement mais refusée par un veto présidentiel. Ce n'est qu'après la Seconde Guerre mondiale que les opposants aux parcs se font moins nombreux. En effet, les premiers touristes commencent à visiter la région en y apportant de nouveaux revenus. Aussi, le 14 septembre 1950, alors que l'opposition s'est estompée, les terres du monument national sont ajoutées à celles du parc national à la suite de l'accord du président Harry S. Truman. Le parc dispose enfin de l'écosystème complet connu au XXIe siècle.
Depuis 1972, il est relié au parc national de Yellowstone par le John D. Rockefeller, Jr. Memorial Parkway. Ce parc, nommé en l'honneur du généreux donateur, offre ainsi un lien naturel préservé et continu entre les deux parcs nationaux.

## Gestion et administration

Logo du National Park Service.

Le parc national est géré par le National Park Service, qui dépend du Département de l'Intérieur américain. Ce service national dispose d'un budget annuel total de 2,361 milliards de dollars (2005) et doit gérer au niveau national plusieurs zones protégées dont la superficie totale avoisine les 340 000 km2.
Le parc national de Grand Teton et le John D. Rockefeller Jr. Memorial Parkway sont tous deux administrés par le service national des parcs. En 2008, le budget pour ces deux périmètres était proche de dix millions de dollars pour une équipe proche de 200 équivalents temps plein. Ce budget sert essentiellement à payer le personnel présent dans le parc et à rénover ou améliorer des routes ou certains bâtiments. Le personnel s'occupe d'accueillir et d'informer les visiteurs du parc. Il lutte également contre la prolifération d'espèces invasives et suit de très près l'évolution des populations d'espèces menacées. Les infrastructures et les bâtiments historiques sont entretenus et restaurés tandis que les sites archéologiques sont protégés et étudiés.
Le rôle du service national des parcs est de préserver et de protéger les ressources naturelles et culturelles. Le Congrès des États-Unis lui conféra le titre d'agence fédérale lors de la ratification du National Park Service Organic Act le 25 août 1916. Selon cette loi, la mission du service est de promouvoir et de réguler l'utilisation des parcs nationaux en protégeant les paysages, la vie sauvage et les sites historiques en vue de les laisser intacts pour les générations futures. La chasse, l'exploitation minière et forestière ainsi que la collecte de ressources naturelles et culturelles sont illégales à l'intérieur du parc. La prospection et l'exploitation de pétrole ou de gaz sont également interdites.
La densité de population dans le parc est faible. La population est composée d'employés du National Park Service et de leurs familles, mais également de personnes encore propriétaires de quelques terres à l'intérieur du périmètre. Le National Park Service essaie d'ailleurs depuis les années 1950 de racheter ces dernières terres non gouvernementales au sein du parc, mais il restait quelques hectares à acquérir en 2006. Le parc englobe les hameaux de Moose et de Moran. Ces hameaux appartiennent aux zones statistiques de Moose Wilson Road (1 439 habitants en 2000).

## Tourisme

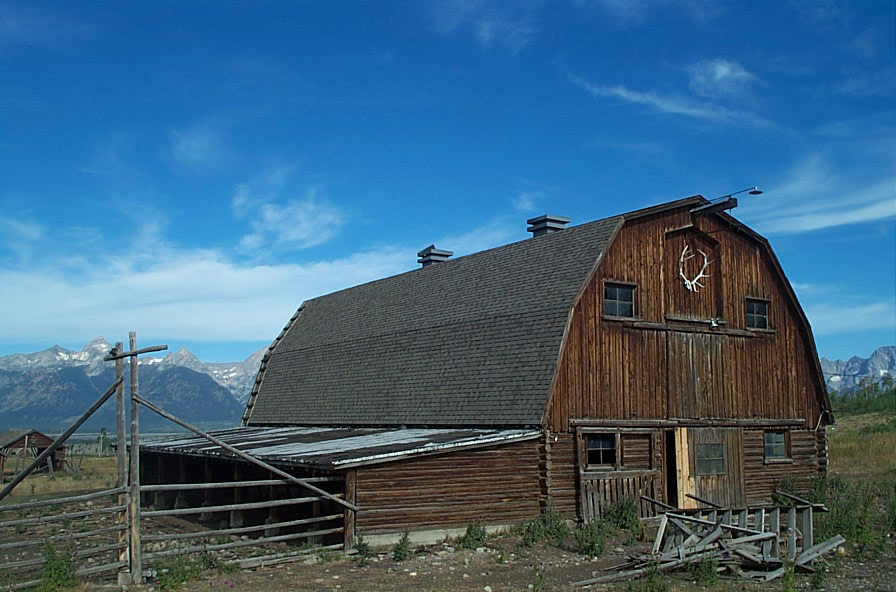
District historique d'Hunter Hereford Ranch.

Le parc, célèbre pour ses paysages montagneux et sa faune sauvage, attire plus de deux millions de touristes chaque année. En 2011, il est classé huitième en nombre de visiteurs sur les 58 parcs nationaux du pays. Le plus visité est celui des Great Smoky Mountains avec 9 008 830 visiteurs et le second celui du Grand Canyon avec 4 298 178. Grand Teton, accessible uniquement par la route, est ouvert tout au long de l'année, mais certaines infrastructures et certaines zones sont fermées de l'automne au printemps.
Les visiteurs sont invités à garder des distances de sécurité suffisantes avec les grands animaux du parc tels que l'ours, l'élan ou bien encore le bison. Il est également interdit de nourrir les animaux, car ils pourraient avoir des difficultés pour survivre en hiver après avoir perdu l'habitude de trouver par eux-mêmes leur nourriture.

### Accessibilité

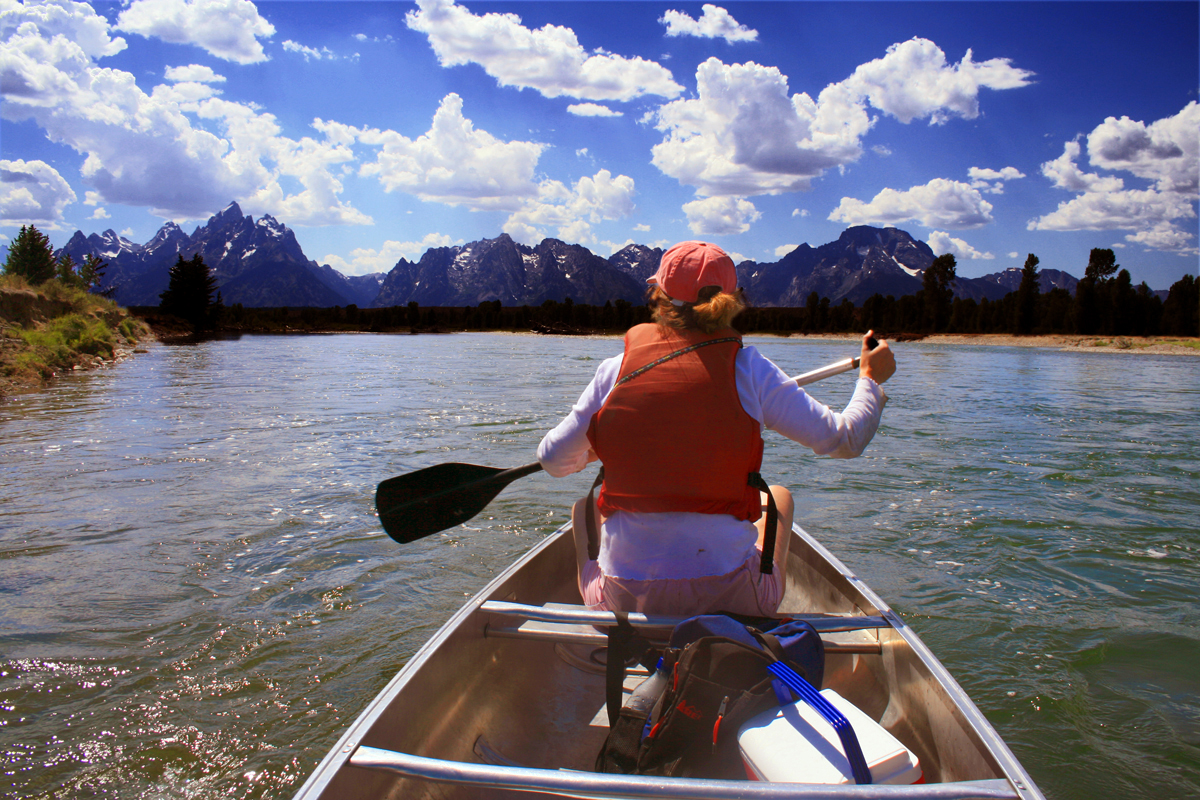
Canoë sur la rivière Snake dans le parc.

L'aéroport international le plus proche est situé à Salt Lake City, soit à plus de 400 km au sud. Le petit aéroport régional de Jackson Hole est situé au sud du parc. Créé durant les années 1930 dans une zone qui sera intégrée dans l'aire protégée en 1950, il est utilisé par les touristes venant dans la région, mais également pour le transport du bétail. Il n'existe pas de transport public menant au parc, et l'usage d'une voiture particulière est par conséquent le seul moyen pour s'y rendre. L'importante voie routière Interstate 15 suit le côté occidental du périmètre mais celui-ci n'est accessible que par de petites routes : le parc possède seulement trois entrées principales au nord, au sud et à l'est. La route 191 relie le nord au sud et des navettes gratuites relient les différents points d'intérêts dans le parc. Les véhicules et les cyclistes sont uniquement autorisés sur les routes tandis que les piétons sont autorisés sur différents sentiers de randonnée.

### Infrastructures

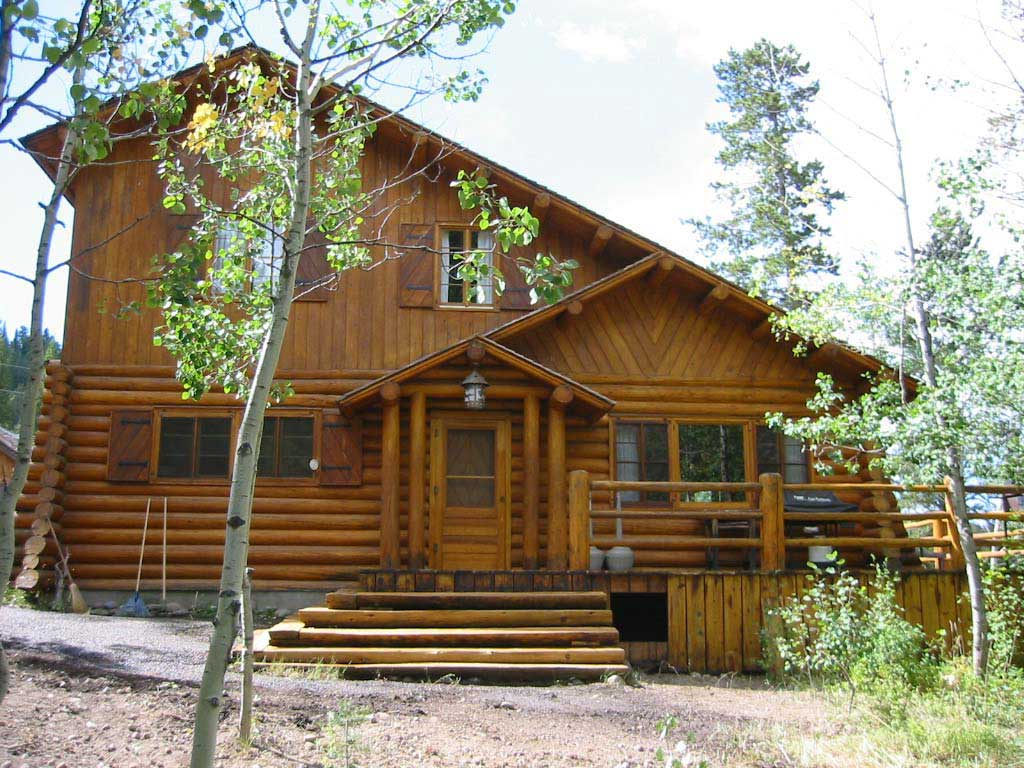
The Brinkerhoff,ancien lodge.

L'hébergement et la restauration sont possibles dans le parc dans plusieurs hôtels mais également dans la ville voisine de Jackson. Pour pouvoir accueillir du public, les établissements privés à l'intérieur du parc doivent disposer de concessions fournies par les services du parc. Le parc dispose également de plusieurs campings. On y trouve plus de 310 km de sentiers de randonnée. Certains peuvent être parcourus en moins d'une heure tandis que d'autres demandent parfois plusieurs jours. Les randonnées qui demandent de dormir à la belle étoile nécessitent l'obtention d'un permis. Des embarcations sont en location à divers endroits du parc et des excursions en bateaux sont proposées sur certains lacs. La nage est autorisée bien que les eaux soient en général froides et qu'il n'y ait pas de surveillance. Les autres activités pratiquées dans le parc sont l'observation de la nature, la photographie, les randonnées à cheval, l'escalade, la pêche, qui nécessite un permis, et enfin le ski de fond.

### Environs
L'attraction principale au nord de Grand Teton est le parc national de Yellowstone qui met en lumière de nombreuses curiosités géologiques et environnementales de la région. Au sud se trouve également un refuge national pour wapitis (National Elk Refuge). La ville proche de Jackson garde une atmosphère de western et son économie dépend largement du tourisme, notamment grâce au ski alpin, au rafting et grâce aux richesses naturelles présentes dans toute la région.

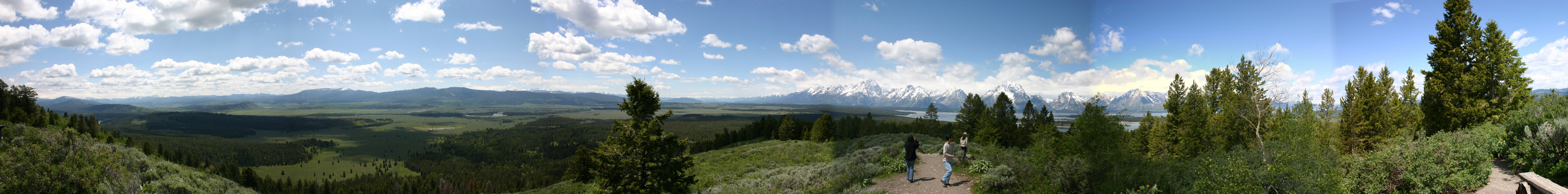
Panorama dans le parc national de Grand Teton.